# ¿Encontró lo que buscaba?
¿Encontró lo que buscaba? és una pel·lícula de comèdia dramàtica mexicana de 2023 dirigida per Yibrán Asuad i escrita per Javier Peñalosa. Protagonitzada per Álvaro Guerrero, Andrea Chaparro i Eduardo Minett. Es va estrenar el 10 de març de 2023 en Netflix.

## Argument
Enrique, un ex locutor de rock and roll que, per guanyar diners, es converteix en embolsador de supermercat. Enrique té un objectiu: anar a l'aniversari de l'emissora on treballava i poder retrobar-se amb l'amor de la seva vida, anomenada Irma Pimentel.

## Repartiment
Els actors que participen en aquesta pel·lícula són:
- Álvaro Guerrero com a Enrique
- Andrea Chaparro com a Amanda
- Eduardo Minett com a Picho
- Sidney Robote com a Ramón Ramírez
- Fernando Larragaña com a Güero Jiménez
- Alejandro Suárez com a Marito
- Lalo El Mimo com a Chiquilingas
- Ma Eugenia Guzmán com a Conseluito
- Juan Alberto Villareal com a Cipriano
- Perfecto González com a Manuel
- Andrés C Mayer com a Willy
- Ana Sofía Gatica com a "La Bomba"
- Saak com a Filete Miñon
- Juca Viapri com a presentador
- Fer Manzano com a Policía
- María Tlapanco com a Teresa

## Reconeixements
| Any  | Premi                             | Categoria                   | Destinatari                     | Resultat | Ref.        |
| ---- | --------------------------------- | --------------------------- | ------------------------------- | -------- | ----------- |
| 2024 | 66è LXVI edició dels Premis Ariel | Millor banda sonoraoriginal | Zulu González & Estéban Aldrete | Nominat  | [ 8 ] [ 9 ] |